# 高木武雄
高木 武雄（たかぎ たけお、1892年1月25日—1944年7月6日）是一名大日本帝国海軍軍人。最終军衔为海軍大将。福岛县磐城市出生 。
磐城中学校（現福岛县立磐城高等学校）卒業。海軍兵学校（39期）、海軍大学校（23期）卒業。自幼年起就表现出十分明晰的头脑，是同期中最年少的少尉任官。海軍兵学校同期学习的有伊藤整一、遠藤喜一、阿部弘毅、岡敬純、角田覺治、原忠一等人。

## 经历
1911年（明治44年）7月，海軍兵学校（39期）148人中第17名畢業。
1912年（大正元年）12月，少尉。
1914年（大正3年）12月，中尉。
1917年（大正6年）12月，上尉。1920年（大正9年）5月、淺間號裝甲巡洋艦分隊長。1918年（大正7年）12月、海軍水雷学校専攻科学生。1921年（大正10年）7月、海軍潜水学校教官。
1932年（昭和7年）12月、海軍大學校教官在任中、上校昇進。
1933年（昭和8年）12月、長良號輕巡洋艦艦長。
1934年（昭和9年）11月、海军省教育局第一課長。
1936年（昭和11年）12月，高雄號重巡洋艦舰長。当時，高雄为第二舰隊旗舰，司令長官为吉田善吾中将，参謀長为三川軍一少将。
1937年（昭和12年）12月战舰陸奥舰長。当時陸奥是聯合舰隊的旗舰，司令長官为兼任第二舰隊司令長官的吉田善吾中将，参謀長为高橋伊望少将。
1938年（昭和13年）11月，晋升为海軍少将，在海兵同期伊藤整一少将之後繼任第二舰隊参謀長。司令長官为豐田副武中将。

1941年（昭和16年）9月，第五战隊司令官。
1942年（昭和17年）5月，海軍中将昇任。同年11月，馬公警備府司令長官。
1943年（昭和18年）4月，高雄警備府司令長官。同年6月，第六舰隊司令長官。

## 太平洋战争
1944年（昭和19年）7月，在塞班島防衛战中战死。1944年（昭和19年）7月8日，追晋升为海軍上將。